# Kiez

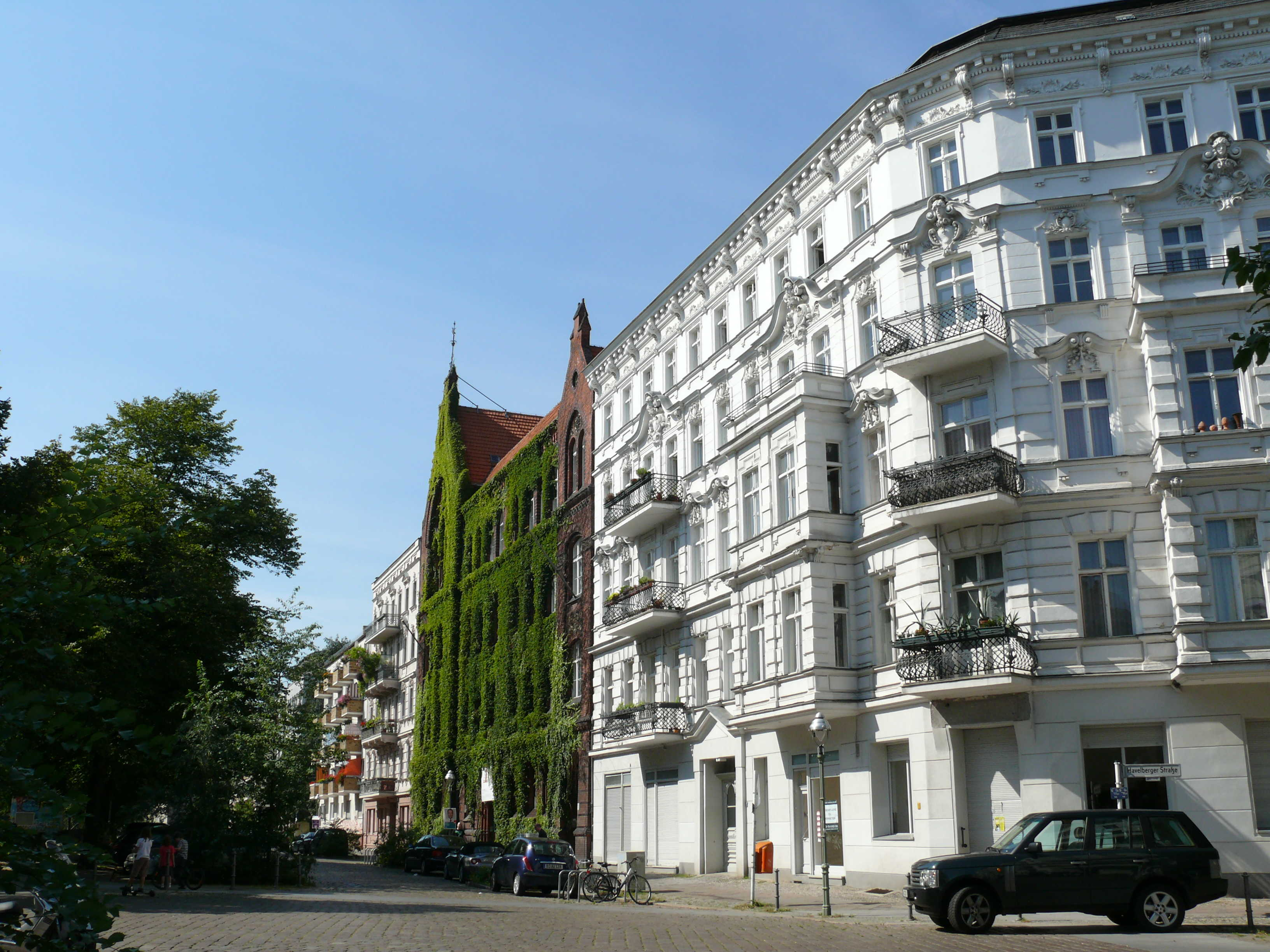
Stephanstraße im Stephankiez in Berlin-Moabit

Kiez bezeichnet vor allem in Berlin einen überschaubaren Wohnbereich (beispielsweise einen Stadtteil), oft mit weitgehend vom Krieg verschonten Gründerzeitvierteln in „inselartiger“ Lage und einem identitätsstiftenden Zugehörigkeitsgefühl in der Bevölkerung.
In Hamburg steht die Bezeichnung für das Vergnügungsviertel im Stadtteil St. Pauli um die Reeperbahn.
Das Wort stammt von der Bezeichnung Kietz für mittelalterliche Dienstsiedlungen im Nordosten Deutschlands. Die anfänglich meist slawischen Bewohner waren für eine unmittelbar benachbarte Burg zu Dienstleistungen verpflichtet (oft Abgabepflicht in Form von Fischen).
Nach 1990 wurden in Berlin mehr und mehr Wohngebiete mit „Kiez“ als Namensbestandteil bezeichnet.

## Bedeutung, Entwicklung und Verbreitung des BegriffsKiez
Ursprünglich war ein Kietz im Mittelalter eine slawische Dienstsiedlung in der Germania Slavica, die in der Regel in der Nähe einer Burg (mit deutscher Herrschaft) und zumeist als Fischersiedlung an Flussübergängen lag (beispielhaft in Berlin-Köpenick). Diese „echten“ Kietze gibt es nur östlich der Elbe. Die Herkunft des Begriffs Kietz ist unklar. Lange wurde ein slawischer Ursprung von chyza ‚Hütte, Haus‘ angenommen (vergleiche etymologisch dazu auch Kessiner). Jüngere Theorien gehen dagegen von einem germanischen Ursprung des Wortes aus, etwa von Kober ‚Tragekorb‘ oder Kote ‚Hütte‘. Auch lange nach der slawischen Besiedlung blieben viele Kietze als eigenständige Strukturen erhalten. Einige von ihnen bewahrten trotz unmittelbarer Nähe zum Zentrum einer Stadt bis ins 19. oder sogar 20. Jahrhundert ihre administrative Eigenständigkeit. An viele Kietze erinnern heute Orts- und Straßennamen vor allem in Nordostdeutschland. Gelegentlich haben sich Spuren dieser Kietze auch bis in die heutige Zeit im Ortsbild erhalten.
Später wurde die Bezeichnung Kiez mit abwertender Intention für bestimmte abgelegene Siedlungen verwendet.

„[…] da die Kietzer an Bildung, Wohlstand und Rechten den deutschen Städtern nachstanden, so erhielt der Name K[ietz] einen spöttischen Beigeschmack, und noch heute werden dürftige und entlegene Vorstadtgegenden scherzweise K[ietz] genannt.“

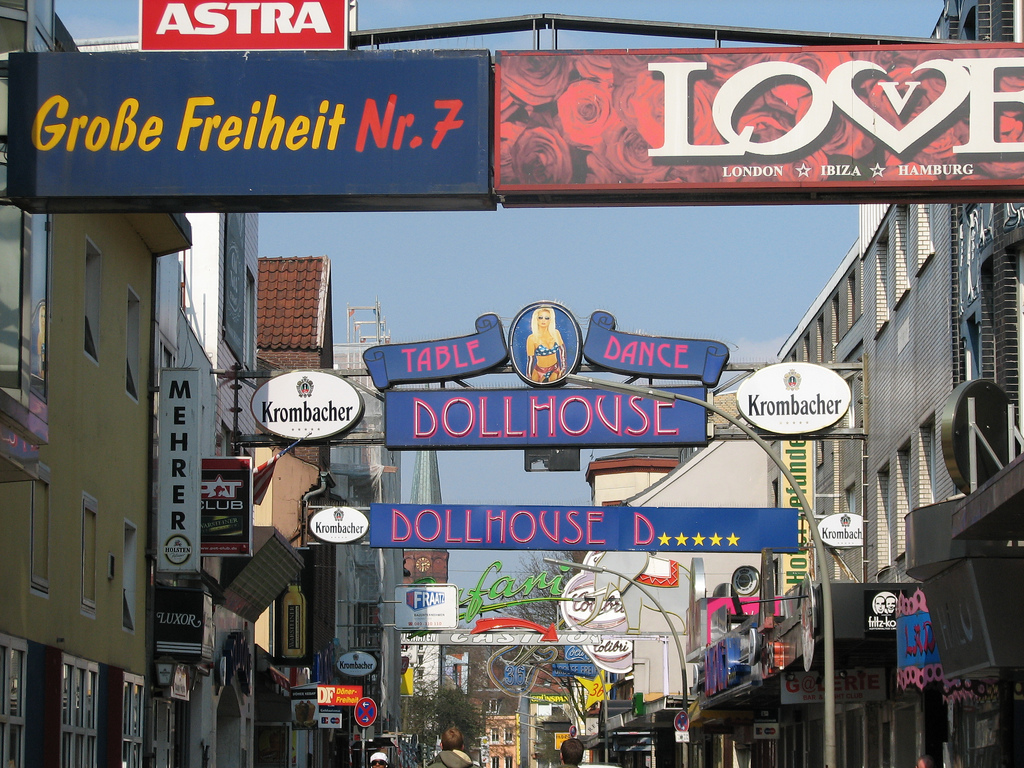
Große Freiheit auf dem „Kiez“ in Hamburg

Teilweise wurde der Begriff auch mit Prostitution und ihrem Umfeld besetzt. So erschien 1921 das Lied Mignon vom Kiez von Friedrich Hollaender und Hermann Valentin. In diesem Sinne wird der Begriff bis heute für das Hamburger Amüsierviertel St. Pauli, insbesondere für die Reeperbahn und die umliegenden Straßen, benutzt. Die Wendung „auf dem Kiez sein“ kann als Umschreibung für das Aufsuchen einer Prostituierten verwendet werden. Sie bezeichnet umgangssprachlich zugleich neutral jede andere Form des Aufenthalts in St. Pauli, beispielsweise in Form der Aussage „Ich wohne auf St. Pauli“ oder „Der Dom ist auf St. Pauli“, was für eine beabsichtigte Doppeldeutigkeit sorgt. Daneben existiert der Begriff „Kiezgröße“ als Bezeichnung für einflussreiche Personen im Rotlichtviertel.
Auch in Hannover werden einige Straßen mit einer ähnlichen Mischung aus Rotlicht- und Ausgehviertel als Kiez bezeichnet.
Nationalsozialistische Schriften aus den 1930er Jahren verwiesen darauf, dass ein Kiez in Berlin „in der Kampfzeit“ vor 1933 ein „Ort mit ausgesprochen kommunistischer Bevölkerung“ war, beispielsweise „Fischer-, Alexander-, Beussel-, Nostitz-, Rostocker, Soldiner Kiez, in Berlin Lichterfelde Ost Kaiserkiez (Kaiserplatz)“. In seiner ebenfalls zur Zeit des Nationalsozialismus erschienenen Arbeit Die ostdeutschen Kietze behandelt der Historiker Herbert Ludat am Rande ebenfalls die damals als Kietz oder Kiez bezeichneten Berliner Wohngebiete. Der seinerzeit vor allem durch das Wirken von Horst Wessel bekannt gewordene Fischerkietz in Berlin-Mitte war für ihn „nicht zuletzt durch die Presse […] zu einem feststehenden Begriff geworden, an dessen Bestehen durch die vergangenen Jahrhunderte jedoch nicht gedacht werden darf“. Im Zusammenhang mit dem Bötzowviertel berichtet er über die „höhnende und absprechende Bezeichnung ‚Beamtenkietz‘“. Ludat nennt einige weitere Beispiele für Berliner Kietze, die allerdings für ihn wenig bedeutend und folglich nicht eindeutig belegt oder neuzeitlichen Ursprungs sind. Ludat schließt, dass diese Kietz-Bezeichnungen „geradezu als Musterbeispiel für moderne und gerade erst im Entstehen begriffene Kietz-Benennungen gelten können“.

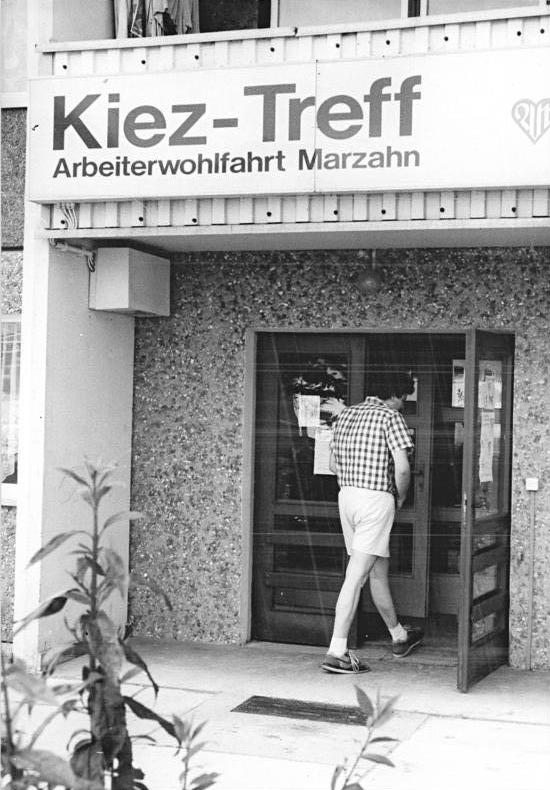
Kiez-Treff der Arbeiterwohlfahrt in Berlin-Marzahn, 1990

Nach dem Zweiten Weltkrieg entwickelte sich der Begriff in Berlin als eher positiv belegtes Appellativum für ein kleines Wohngebiet. Vergleichbar mit dem Wiener Grätzl oder dem Kölner Veedel bezieht er sich meist auf Gebiete mit gewisser Altbausubstanz und ihre Bevölkerung. Vor allem geht es um die Rolle des jeweiligen Viertels bzw. Quartiers als soziales Bezugssystem, nicht unbedingt an festen Verwaltungsgrenzen orientiert. In diesem Rahmen zeichnet sich ein Kiez dadurch aus, dass der Bewohner dort über eine abgeschlossene urbane Infrastruktur mit Läden und Kneipen verfügt. Daher hört man in Berlin oft die Wendung: „Der kommt aus seinem Kiez nicht raus“, was bedeutet: „Jemand verlässt seine Wohnumgebung kaum“ – weil er alles vorfindet, was er für den Alltag braucht. Die Anwohner bleiben in „ihrem“ Kiez weitestgehend unter sich. Geschäfte siedeln sich hier fast ausschließlich für die dort ansässigen Anwohner an (im Gegensatz zu Einkaufszentren).
Vor allem seit dem letzten Viertel des 20. Jahrhunderts sind Bezeichnungen mit -kiez  (meist angehängt an den Namen einer prägenden Straße oder eines zentralen Platzes) auch als Eigennamen bestimmter Gebiete populär geworden. Die Bezeichnung Kiez ist dabei mittlerweile nicht nur auf Altbaugebiete beschränkt, sondern existiert nun auch für Neubaugebiete oder Einzelhaussiedlungen. Von manchen Immobilienunternehmen wird er bewusst auch als werbende Bezeichnung für Neubauprojekte verwendet, denen damit ein besonderes Flair verliehen werden soll.
Inzwischen wird der Begriff Kiez auch im Süden Deutschlands, weit von der Germania Slavica entfernt, verwendet. So wird vom Amt für Soziale Arbeit der Stadt Wiesbaden in der Broschüre Wir in Biebrich die Parkfeld-Siedlung im Stadtteil Biebrich als Kiez bezeichnet. München wirbt mit dem Begriff „Heimatkiez“ für die dort stattfindende Lange Nacht der Musik. Ähnliches gilt für Augsburg.

## Bekannte Kieze

### Berlin
Auf dem heutigen Gebiet von Berlin gab es zwei mittelalterliche Kietze, und zwar bei den damals selbständigen Städten Köpenick und Spandau. Während der Köpenicker Kietz als weitgehend geschlossenes Bauensemble mit Häusern aus dem 18. und 19. Jahrhundert bis heute erkennbar ist, ist der Spandauer Kietz nicht mehr erhalten. Die Stadt Berlin selbst gründete 1721 eine Siedlung im ihr gehörenden Woltersdorf, die ab 1735 als Kietz bezeichnet wurde.  Der Lichtenberger Kietz im heutigen Ortsteil Rummelsburg entstand erst 1783 und hat nichts mit den historischen Kietzen zu tun; der Name stammt von einer alten Flurbezeichnung.
Die heutigen Bezeichnungen der Berliner Kieze entstanden frühestens im 20. Jahrhundert. Seit Ende der 1990er Jahre wird der Begriff Kiez von den Medien in Berlin stärker aufgegriffen und wird mittlerweile auch in der gehobenen Ausdrucksweise verwendet. Die meisten der hier genannten Eigennamen mit -kiez stammen erst aus dieser Zeit. Häufiger wird dagegen die Bezeichnung Viertel verwendet.
- Brüsseler Kiez an der Brüsseler Straße im Wedding
- Bergmannkiez an der Bergmannstraße in Kreuzberg
- Graefekiez um die Graefestraße in Kreuzberg
- Helmholtzkiez (auch „Helmi“ oder – als Abkürzung der umgebenden Straßen – „LSD-Kiez“ genannt) um den Helmholtzplatz im Prenzlauer Berg
- Nollendorfkiez rund um die Motzstraße in Schöneberg
- Reuterkiez (auch „Kreuzkölln“ genannt) im Norden von Neukölln
- Sprengelkiez zwischen Westhafen und Leopoldplatz im Wedding
- Stephankiez in Moabit (Bezirk Mitte)
- Weitlingkiez in Rummelsburg und Friedrichsfelde
- Wrangelkiez um die Wrangelstraße in Kreuzberg

Für die Stadtplanung gibt es unabhängig von den „Kiez“-Bezeichnungen berlinweit in allen zwölf Bezirken Planungsräume der LOR-Einteilung.

### Hamburg
In Hamburg wird das Vergnügungsviertel rund um die Reeperbahn mit den umliegenden Straßen wie dem Hans-Albers-Platz, der Großen Freiheit, dem Hamburger Berg, der David-, Tal- oder der Herbertstraße als „Kiez“ bezeichnet. Der Begriff hat darum für Hamburger die Bedeutung Rotlichtviertel. Im Gegensatz zur Berliner Verwendungsweise sagt man in Hamburg „auf dem Kiez“ und nicht „im Kiez“ (siehe oben).

### Hannover
Der Kiez befindet sich in Hannover am Steintor und besteht aus rund 70 Einrichtungen in fünf Straßen (beispielsweise die Scholvinstraße und der Reitwallstraße). Wie in Hamburg-St. Pauli ist der Kiez in Hannover ein Vergnügungs- und Rotlichtviertel.